# Pithecopus
A Pithecopus a kétéltűek (Amphibia) osztályába békák (Anura) rendjébe és a Phyllomedusidae családjába tartozó nem.

## Elterjedése
A nembe tartozó fajok Dél-Amerikában honosak.

## Rendszerezés
A nembe az alábbi fajok tartoznak.
- Pithecopus araguaius Haga, Andrade, Bruschi, Recco-Pimentel & Giaretta, 2017
- Pithecopus ayeaye Lutz, 1966
- Pithecopus azureus (Cope, 1862)
- Pithecopus centralis (Bokermann, 1965)
- Pithecopus hypochondrialis (Daudin, 1800)
- Pithecopus megacephalus (Miranda-Ribeiro, 1926)
- Pithecopus nordestinus (Caramaschi, 2006)
- Pithecopus oreades (Brandão, 2002)
- Pithecopus palliatus (Peters, 1873)
- Pithecopus rohdei (Mertens, 1926)
- Pithecopus rusticus (Bruschi, Lucas, Garcia Bokermann Recco-Pimentel, 2014)